# Berea (Kentucky)
Berea ist eine Stadt in Madison County im Staat Kentucky in den USA gelegen. Das U.S. Census Bureau hat bei der Volkszählung 2020 eine Einwohnerzahl von 15.539 ermittelt.
Im Ort gibt es mit dem Berea College ein gemischtgeschlechtliches und gemischtrassiges College, obwohl Kentucky ein Sklavenhalterstaat war.

## Persönlichkeiten
- John B. Fenn (1917–2010), Chemienobelpreisträger
- Bell Hooks (geb. Gloria Watkins, 1952–2021), Literaturwissenschaftlerin
- Juanita M. Kreps (1921–2010), Ministerin
- Paul McCracken (1915–2012), Wirtschaftswissenschaftler
- Tony Snow (1955–2008), Pressesprecher im Weißen Haus
- Muse Watson (* 1948), Schauspieler